# جان ویلیامز (بازیگر)
جان ویلیامز (انگلیسی: John Williams (actor)؛ ‏ ۱۵ آوریل ۱۹۰۳ – ۵ مهٔ ۱۹۸۳) بازیگر اهل بریتانیا بود.
از فیلم‌ها یا برنامه‌های تلویزیونی که وی در آن نقش داشته است، می‌توان به یاغی‌ها، سابرینا، گرفتن یک دزد و ام را به نشانه مرگ بگیر اشاره کرد.